# Saint-Germain-de-Livet
Saint-Germain-de-Livet is een gemeente in het Franse departement Calvados (regio Normandië) en telt 738 inwoners (2005). De plaats maakt deel uit van het arrondissement Lisieux.
Bezienswaardig is het Château de Saint-Germain-de-Livet.

## Geografie
De oppervlakte van Saint-Germain-de-Livet bedraagt 16,6 km², de bevolkingsdichtheid is 44,5 inwoners per km².
De onderstaande kaart toont de ligging van Saint-Germain-de-Livet met de belangrijkste infrastructuur en aangrenzende gemeenten.

## Demografie
Onderstaande figuur toont het verloop van het inwonertal (bron: INSEE-tellingen).
Vanwege een beveiligingsprobleem met de MediaWiki Graph-software is het momenteel niet mogelijk deze grafiek weer te geven. Zodra de software is bijgewerkt zal de grafiek vanzelf weer zichtbaar worden.